# Municipio XII (2013)
Pour l’article homonyme, voir Municipio XII (2001-2013).
Le Municipio XII, dit Monte Verde, est une subdivision administrative de Rome située dans la partie ouest de la ville.

## Géographie

### Situation
Le municipio est constitué d'un territoire de forme allongée, s'étendant du Tibre à l'est jusqu'à la limite de la commune de Rome à l'ouest. 

## Historique
En mars 2013, il remplace l'ancien Municipio XVI sur le même territoire.

## Politique et administration

### Municipalité
Le municipio est dirigé par un président et un conseil de 24 membres élus au suffrage direct pour cinq ans.

### Présidents
| Période     | Nom                | Parti politique     |
| ----------- | ------------------ | ------------------- |
| 2013-2016   | Cristina Maltese   | Parti démocrate     |
| 2016-2021   | Silvia Crescimanno | Mouvement 5 étoiles |
| depuis 2021 | Elio Tomassetti    | Parti démocrate     |